# توماس تايلور
توماس تايلور (بالإنجليزية: Thomas Griffith Taylor)‏ (و. 1880 – 1963 م) هو مستكشف، وجيولوجي، وعالم إنسان، من المملكة المتحدة، شارك في بعثة تيرا نوفاكان عضوًا في الجمعية الجغرافية الملكية، توفي عن عمر يناهز 83 عاماً.

## التعليم
تعلم في جامعة سيدني.

## مناصب وهيئات
أدار جامعة تورنتو.

## روابط خارجية
- توماس تايلور على موقع الموسوعة البريطانية (الإنجليزية)